# Oued el Melah

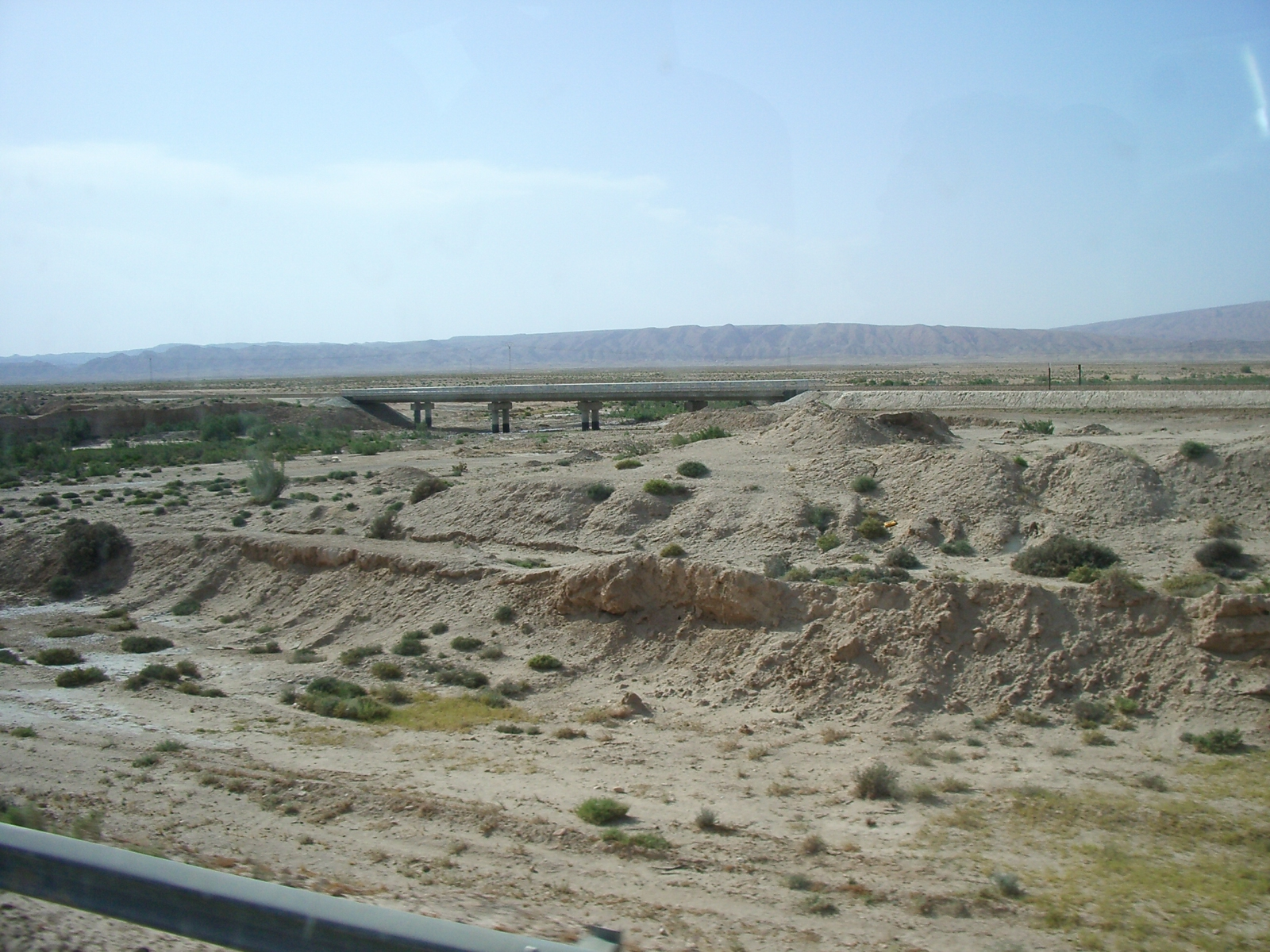
Oued el Melah amb el pont del ferrocarril

El oued el Melah (àrab: وادي المالح, wādī al-Mālaḥ) és un riu de Tunísia a les governacions de Gafsa i Tozeur, que generalment és sec, excepte quan plou. Es tracta més que d'un riu, d'un conjunt de torrents de la regió entre Gafsa i Tozeur amb una distància de 70 km, que formen un uadi de recorregut rectilini. El uadi desaigua al Chott El Gharsa. La pluviometria reduïda de la regió fa que no porti aigua la major part de l'any, excepte en moments de pluja, generalment a la tardor i a l'hivern.